# Olympische Jugend-Winterspiele 2020/Teilnehmer (Südafrika)
| Gelbes Symbol für Goldmedaillen mit stilisierten Olympischen Ringen | Graues Symbol für Silbermedaillen mit stilisierten Olympischen Ringen | Braundes Symbol für Bronzemedaillen mit stilisierten Olympischen Ringen |
| ------------------------------------------------------------------- | --------------------------------------------------------------------- | ----------------------------------------------------------------------- |
| —                                                                   | —                                                                     | —                                                                       |

Südafrika nahm an den Olympischen Jugend-Winterspielen 2020 in Lausanne mit zwei Athleten (ein Junge und ein Mädchen) im Ski Alpin teil.

## Teilnehmer nach Sportarten

### Ski Alpin
| Athleten            | Wettbewerbe  | 1. Lauf     | 1. Lauf | 2. Lauf     | 2. Lauf | Gesamt      | Gesamt |
| Athleten            | Wettbewerbe  | Zeit        | Rang    | Zeit        | Rang    | Zeit        | Rang   |
| ------------------- | ------------ | ----------- | ------- | ----------- | ------- | ----------- | ------ |
| Jungen              |              |             |         |             |         |             |        |
| Thabo Rateleki      | Riesenslalom | 1:30,63 min | 59      | DSQ         | DSQ     | DSQ         | DSQ    |
| Thabo Rateleki      | Slalom       | 54,08 s     | 51      | 1:05,82 min | 40      | 1:59,90 min | 39     |
| Mädchen             |              |             |         |             |         |             |        |
| Hanle van der Merwe | Riesenslalom | 1:34,18 min | 54      | DNS         | DNS     | DNS         | DNS    |
| Hanle van der Merwe | Slalom       | 1:17,60 min | 47      | 1:17,48 min | 37      | 2:35,08 min | 37     |